# Subergorgia muriceoides
Subergorgia muriceoides är en korallart som beskrevs av Stiasny 1937. Subergorgia muriceoides ingår i släktet Subergorgia och familjen Subergorgiidae. Inga underarter finns listade i Catalogue of Life.